# جائزة الشركة المعمارية
جائزة الشركة المعمارية هي أعلى جائزة فخر تمنحها الجمعية الأمريكية للمعماريين لشركة هندسة معمارية لتصميمها الدائم لعمارة ذات طابع متميز 
قائمة الشركات التي تم منحها جائزة الشركة المعمارية من قبل  الجمعية الأمريكية للمعماريين:
- 2015 : مهندسو إرليخ
- 2014 : اسكيو + دوميز + ريبلي
- 2013 : مهندسو تود وليامز بيلي تسين
- 2012 :  فيجا
- 2011 : بينم
- 2010 : بف + سكاربا
- 2009 : أولسون سندبيرغ
- 2008 : كيران أسوشيتس
- 2007 : ليرز واينزفيل
- 2006: مور روبل
- 2005: هيلموت يان
- 2004 : مهندسو فلاتو
- 2003 : شركاء مال هيلر
- 2002 : تي. في. أس ديزاين
- 2001 : هربرت لويس كروز بلونك
- 2000 : جينسلر
- 1999 : بيركنز وويل
- 1998 : مخططو ومهندسو سينتربروك المعماريين
- 1997 : مهندسو كليمنت وفرانسيس المعماريون
- 1996 : سكيدموري، أوينغس وميريل
- 1995 : باير بليندر بيللي
- 1994 : بوهلين سيوينسكي جاكسون
- 1993 : كامبريدج سفن أسوشيتس
- 1992 : جيمس ستيوارت
- 1991 : شركة زيمر فراسكا
- 1990 : كون بيدرسون فوكس
- 1989 : سزار بيلي
- 1988 : هارتمان كوكس
- 1987 : بنيامين طومسون وشركاءه
- 1986 : إشيرك هومسي دودج اند دايفس
- 1985 : روبرت فينتوري
- 1984 : كالمان ماكينيل أند وودز
- 1983 : هولابيرد أند روت
- 1982 : غواثمي سيغل
- 1981 : هاردي هولزمان فايفر
- 1980 : إيدوارد لارباي بارنيس
- 1979 : غيديس بريشير كولاس
- 1978 : هاري ويسي
- 1977 : سيرت جاكسون
- 1976 : ميتشيل/غيورغلا
- 1975 : شركة دايفس، برودلي
- 1974 : كيفين روهي جون دينكلو
- 1973 : شيبلي بولفينش ريتشاردسون وأبوت
- 1972 :  روليت سكوت
- 1971 : ألبرت كان
- 1970 : إرنست جاي. كومب
- 1969 : جونز وايمونز
- 1968 : أي. إم بي وشركاءه
- 1967 : هيو ستوبينس.
- 1965 : فورستر، برناردي وايمونز
- 1964 : تعاونية المهندسين
- 1962 : سكيدموري، أوينغس وميريل